# Paramulona schwarzi
Paramulona schwarzi là một loài bướm đêm thuộc phân họ Arctiinae, họ Erebidae.